# Colegiul Național „Cantemir Vodă” din București
Colegiul Național „Cantemir Vodă” este o instituție de învățământ liceal înființată oficial la data de 27 octombrie 1868. Colegiul Național Cantemir Vodă este unul din liceele teoretice din București care și-a concentrat atenția și resursele către profilul real, având o singură clasă de științe ale naturii. Celelalte locuri disponibile la Colegiul Național Cantemir Vodă sunt pentru clasele de mate-info, la care elevii pot studia informatica sau engleza pe lângă aceste două specializări.

## Istoric

Placa dezvelită la 100 de ani de la înființarea Colegiului Național „Cantemir Vodă” din București

Colegiul Național Cantemir Vodă a fost fondat in 1868, sub numele de Școala Secundară Matei Basarab. Și-a păstrat acest nume până în 1878, când devine Școala Secundară Cantemir-Voda, director fiind Ion Petrariu. Potrivit procesului verbal încheiat în Consiliul Pedagogic al școlii din 11 februarie 1878 colectivul didactic a hotărât ca noua denumire a gimnaziului să fie „Cantemir Vodă”, deoarece „tot așa cum alți domnitori și Dimitrie Cantemir, fiu și frate de domn și el însuși domn al Moldovei, face mândria trecutului nostru ca istoric, arheolog, literat și în fine ca om de știință...”. Semnăturile ce întăresc această hotărîre ne dau posibilitatea să cunoaștem pe cei cărora li se datorează denumirea actuală a școlii: Pană Constantinescu, director; D.V. Marinescu, profesor de desen; Nicolae Rădulescu, profesor de religie; V. D. Păun, profesor de limba latină; T. Zamfirescu, profesor de limba latină; Gheorghe Gh. Anagnostache, profesor de limba elină; Ion Malla, profesor de limba franceză; Radu Novian, profesor de geografie; G. Brătianu, profesor de muzică; Nicolae N. Velescu, profesor de gimnastică.
Primii ani au fost marcați de anumite probleme pe care școala a trebuit să la înfrunte: săli de clasă insuficiente, schimbări frecvente ale sediului școlii precum și frecvente întarzieri în plata profesorilor. Primul Război Mondial și ocupația germană au avut consecințe serioase asupra activității în liceu. Totuși, în acele momente liceul a avut parte de profesori renumiți care au ajutat generații întregi de elevi pentru a ajunge cei mai buni specialiști. Odată cu introducerea sistemului de învațământ de 8 ani, nevoia de o bibliotecă precum și câteva laboratoare (biologie, geografie etc.) au devenit evidente.
Pe 9 septembrie 1919 „Cantemir Vodă” a primit statutul de liceu. În perioada următoare (1919-1945) acesta a fost definitiv marcat de personalitatea remarcantă a lui Vasile Șuteu, directorul liceului. Datorită lui și altor profesori, „Cantemir Vodă” a devenit cunoscut ca unul din cele mai bune licee din București. Elevii din „Cantemir Vodă” au ieșit în evidență prin realizarile lor în fizică, chimie și matematică. 
După război, numărul claselor și al elevilor au crescut rapid in fiecare an, atingând 696 elevi în 1944 și 1138 în 1948.
În 1965, când a fost adoptat sistemul de învățământ de 12 ani, numele școlii s-a schimbat în „Liceul Dimitrie Cantemir” și a fost schimbat în școală de băieți, singura de acest fel din București. 
Apoi a urmat o perioadă de modernizare a tehnicilor de predare, care au implicat utilizarea aparatelor de înregistrat, benzi magnetice si proiectoare. Rezultatele deosebite ale elevilor obținute la fizică l-au determinat pe faimosul cercetător Henri Coandă să viziteze liceul în 1971. Cu toate că profilul școlii era electrotehnică, mecanică și industrie, în 1985 directorul Marin Crăciun și profesorul Radu Jugureanu au înființat un laborator de informatică. Profesorii Demsorean și Jugureanu au contribuit la dezvoltarea acestui laborator. În 1990, liceul și-a schimbat profilul , având acum 3 secții, între care secția specială de calculatoare deținea prima poziție.
Pentru meritele sale, în 1997, Liceul Dimitrie Cantemir a fost ridicat la rangul de colegiu național și numele său oficial a devenit „Colegiul Național Cantemir Vodă”. În zilele noastre liceul are o foarte frumoasă tradiție ce aparține vremurilor trecute: celebrarea patronului sau - Dimitrie Cantemir - în fiecare an pe 26 octombrie.

## Clădirea colegiului - monument istoric
În 1992, clădirea liceului a fost declarată monument istoric, datorită arhitecturii speciale pe care o are. Construcția, edificată în anul 1915 de arhitecta Virginia Andreescu Haret, a fost extinsă în 1922 și în 1932. Clădirea este înscrisă în Lista monumentelor istorice 2010 - Municipiul București cod LMI B-II-m-B-18552.
Cutremurul din 1940 și Al Doilea Război Mondial au avariat clădirea liceului. În timpul războiului, armata a folosit clădirea pe post de fabrică de textile. 
Clădirea colegiului este situată în sectorul 2, pe Bulevardul Dacia nr. 117 (sau Strada Viitorului nr. 60), lângă Piața Gemeni (Galați).

## Scrisoarea deschisă din 11 decembrie 2018
Pe data de 11 decembrie 2018, pe site-ul liceului a fost publicată o scrisoare deschisă legată de probleme cu care se confrunta colegiul. Aceasta este alcătuită de către Membrii Consiliului Profesoral, Comitetul de Părinți din Colegiul Național „Cantemir-Vodă” și conducerea instituției
Scrisoarea cere reînființarea studiului pe grupe la clasele de matematică-informatică intensiv informatică și oprirea puneri în practică a acestei măsuri și la clasele bilingv, unde limba a doua este engleza. Motivele citate au fost dificultatea în a sprijinii performanța elevilor în afara unei clase organizată în studiu pe grupe. Scrisoarea dezvăluie că motivul acestor decizii este lipsa de fonduri impusă de buget, și solicită „tratarea diferențiată, în funcție de condițiile și necesitățile reale ale fiecărei unități școlare.” Colegiul susține că dacă această abordare va continua, vor renunța la locurile pentru specializarea bilingv-engleză.
Colegiul a pus la dizpoziție 28 de locuri la specializarea bilingv engleză în 2019.
De asemenea, scrisoarea pretinde și creșterea fondurilor pentru salariile profesorilor, laboratoarele colegiului și cantina înființată la subsol, susținută la momentul actual din contribuțiile asociației de părinți. Aceste cereri sunt motivate în al doilea paragraf: „Este adevărat că o școala de elită, cum este CNCV (aflată în topul celor mai bune colegii din capitală și din țară), are profesori foarte bine pregatiți, cu gradul I, cu salarii de merit și cu doctorate”. În 2018 media de admitere a liceului a fost a 9-a din București pentru clasa Matematică-informatică bilingv engleză.

## Profesori renumiți
- Alexandru Aricescu, licențiat al Facultății de Matematică din Paris
- Dan Barbilian – poetul Ion Barbu, care a predat matematică
- Nicole Bănescu, cunoscut bizantinolog
- Dr. Marcel Brândză, a predat științele naturale între anii 1901-1907
- Gheorghe Bogdan-Duică, membru al Academiei Române
- Nicolae Cartojan, cunoscut istoric literar
- Constantin Giurescu, renumit istoric român, membru al Academiei Române
- Traian Lalescu, a fost una din figurile eminente ale Școlii de matematică românești
- Simion Mehedinți, profesor de geografie
- Simion S. Radian, doctor în științe biologice
- Vasile Șuteu, germanist, director al liceului între 1910-1938

## Absolvenți celebri
- Matei Alexescu - cecetător științific și director al Observatorului astronomic popular
- Petre Antonescu - arhitect
- Ștefan Bănică - actor
- Ioachim Botez - scriitor
- George Călinescu - scriitor și critic literar
- Anda Călugăreanu - actriță
- Mircea Cărtărescu - scriitor[6]
- Mihai Constantin - actor
- Daniel Danielopolu - savant de renume mondial, fiziolog și clinician, membru al Academiei Române
- Florin Dabija - arhitect
- George Georgescu - dirijor de reputație internațională, membru al Academiei Române
- Ion Gheorghe Duca - om politic
- Nerva Hodoș - istoric
- Emil Hossu - actor
- Haralamb Lecca - dramaturg
- Ștefan Luchian - pictor
- Șerban Papacostea - director al institutului „Nicolae Iorga”
- Cincinat Pavelescu - magistrat și epigramist
- Lucian Pintilie - regizor
- Henri H. Stahl - profesor de sociologie la Universitatea din București
- Ion Toboșaru - profesor universitar
- George Mihail Zamfirescu - scriitor și dramaturg